# Camila Morrone
Camila Rebeca Morrone (Los Angeles, 16 giugno 1997) è una modella e attrice statunitense di origini argentine ed italiane.
Ha debuttato al cinema con il film Bukowski (2013), continuando a recitare nel film Il giustiziere della notte - Death Wish (2018) e nella miniserie televisiva Daisy Jones & The Six (2023), per la quale ha ricevuto la candidatura al Premio Emmy nella sezione migliore attrice non protagonista in una miniserie o film.

## Biografia
Camila è figlia dell'attrice Lucila Polak e del modello Máximo Morrone, entrambi argentini di Buenos Aires. I suoi genitori divorziarono nel 2006. Camila ha un fratello ed una sorella minori dal lato paterno: Sky (2014) e Gabi (2015), nati dal secondo matrimonio del padre. Sua madre, invece, ha successivamente avuto una relazione a lungo termine con l'attore Al Pacino e sebbene non si siano mai sposati, Morrone si riferisce a Pacino come al suo patrigno.

### Carriera

#### Modella
Ha iniziato la sua carriera come modella comparendo sulla copertina di Vogue Turchia nel 2016. Ha debuttato in passerella come modella per la collezione resort 2017 di Moschino.

#### Recitazione
Morrone ha fatto il suo debutto come attrice nel film Bukowski del 2013 di James Franco . È tornata a recitare nel film d'azione Death Wish del 2018.
Sempre nel 2018 Morrone ha recitato nel debutto alla regia di Augustine Frizzell Never Goin 'Back. Il film è stato presentato in anteprima al Sundance Film Festival del 2018 e in seguito è stato distribuito da A24.
Ottiene consensi dalla critica nel 2023 per il ruolo di Camila Alvarez per l’adattamento televisivo di Daisy Jones & The Six, per la quale riceve una nomination agli Emmy Awards, come miglior attrice non protagonista in una miniserie o film tv. 

## Vita privata
Da dicembre 2017 ad agosto 2022 ha avuto una relazione con l'attore Leonardo DiCaprio.
Possiede la tripla cittadinanza: statunitense, argentina e italiana.

## Filmografia

### Cinema
- Bukowski, regia di James Franco (2013)
- Never Goin' Back, regia di Augustine Frizzell (2018)
- Il giustiziere della notte - Death Wish (Death Wish), regia di Eli Roth (2018)
- Mickey and the Bear, regia di Annabelle Attanasio (2019)
- La ragazza di San Diego (Valley Girl), regia di Rachel Lee Goldenberg (2020)
- Gonzo Girl, regia di Patricia Arquette (2023)
- Marmalade, regia di Keir O'Donnell (2024)

### Televisione
- Love Advent – serie TV, 1 episodio (2016)
- Daisy Jones & The Six – miniserie TV, 10 episodi (2023)

## Riconoscimenti
- San Diego International Film Festival[12]
  - 2019 – Rising Star Award